# Piet van der Touw
Pieter Carel Cornelis "Piet" van der Touw (Rijswijk, 29 de novembre de 1940) va ser un ciclista neerlandès, que s'especialitzà en el ciclisme en pista. Va participar en els Jocs Olímpics de 1960 i de 1964, on va quedar 4t en tres proves.

## Palmarès
- 1963
  -  Campió dels Països Baixos en Velocitat amateur
- 1964
  -  Campió dels Països Baixos en Velocitat amateur
- 1965
  - 1r als Sis dies de Melbourne (amb Bill Lawrie)